# Паринакота
Паринакота (исп. Parinacota) — вулкан на севере Чили в области Арика-и-Паринакота на границе с Боливией. Высота — 6348 м.
Паринакота находится в национальном парке Лаука, 145 километров на запад от Арика в Западных Кордильерах Центральных Анд. Вместе с вулканом Померапе, который лежит от него в северо-восточном направлении, Паринакота образует комплекс Пайячата, перед которым расположено озеро Чунгара (Lago Chungará).
Извержение Паринакота приблизительно 8 000 лет назад произвело 6 км³ лавы, которая излилась на 22 км на запад и заблокировала русла рек, формируя озеро Чунгара. Вулканическая деятельность голоцена впоследствии восстановила вулкан, который содержит древний кратер шириной 300 м на вершине и относительно молодые потоки лавы на западных склонах.